# Kalliráchi
Kalliráchi, en grec moderne : Καλλιράχη, est un village sur l'île de Thasos, en Macédoine-Orientale-et-Thrace, Grèce.
Selon le recensement de 2011, la population du village compte 452 habitants.